# ヤブタビラコ
ヤブタビラコ Lapsanastrum humile (Thunb.) Pak et K. Bremer はキク科の小型の草本。湿った場所に生える。

## 特徴
越年生の草本で全体に柔らかい。多数の葉を根出状に出してロゼット状となる。根出葉は概形としては広倒披針形で、長さは3.6-26cmまでになり、羽状に裂ける。
開花期は5-7月で、花茎は斜めに伸び、あるいは倒れ込んで伸び、その長さは9-50cmになる。花序は緩い、つまり個々の花の間が広い散房状で総苞は長さ3.5-4.5mmで、総苞内片は8枚ある。個々の頭花には18-20個の小花が含まれ、すべて舌状花、つまり花びら状をしている。その花冠は長さ3.3mmで黄色。開花の後、果柄は曲がり、下を向く。果柄は長さ6-37mm。痩果(種子と見えるもの)は長さ2-2.8mmで先端には鉤はなくてくぼんでいる。

## 分布と生育環境
日本では北海道から九州まで分布し、国外では朝鮮の済州島と中国から知られる。
たんぼ道や薮の陰などに生える。近縁のコオニタビラコは水田に多いのに較べてこう書いてあることから、この種は水田そのものには出てこないことを示唆するものである。牧野原著(2017)でもコオニの方は『田の表面に多い』とし、本種は『田のへり』としてあり、やはり本種は水田には出現しないとしているようだ。またこの書では『疎林の木陰』を生育地にあげている。要するに湿ったところに生育し、しかし水田には出ず、その周辺から木の生えた場所まで生えている、ということである。

## 分類など
本種は従来は Lapsana 属としていたが、現在では Lapsanastrum に変更された。属の和名もそのために後者をヤブタビラコ属としている。現在の Lapsana 属のものは日本に自生種はなく、ただヨーロッパ原産のナタネタビラコ L. commnis は最近になって日本で帰化の記録がある。
他方、従来から同属とされていたコオニタビラコは本種と共に同属に移され、現在も本種と同属の種はこの種だけである。本種との違いは総苞の内片が本種では8個であるのに対して5個であること、痩果の先に鉤状の突起があることなどであるが、それ以前に本種の方が全体にも一回り大きく、個々の頭花もまた一回り大きい。
なお、本種を含む属をオニタビラコ属にまとめる説もある。

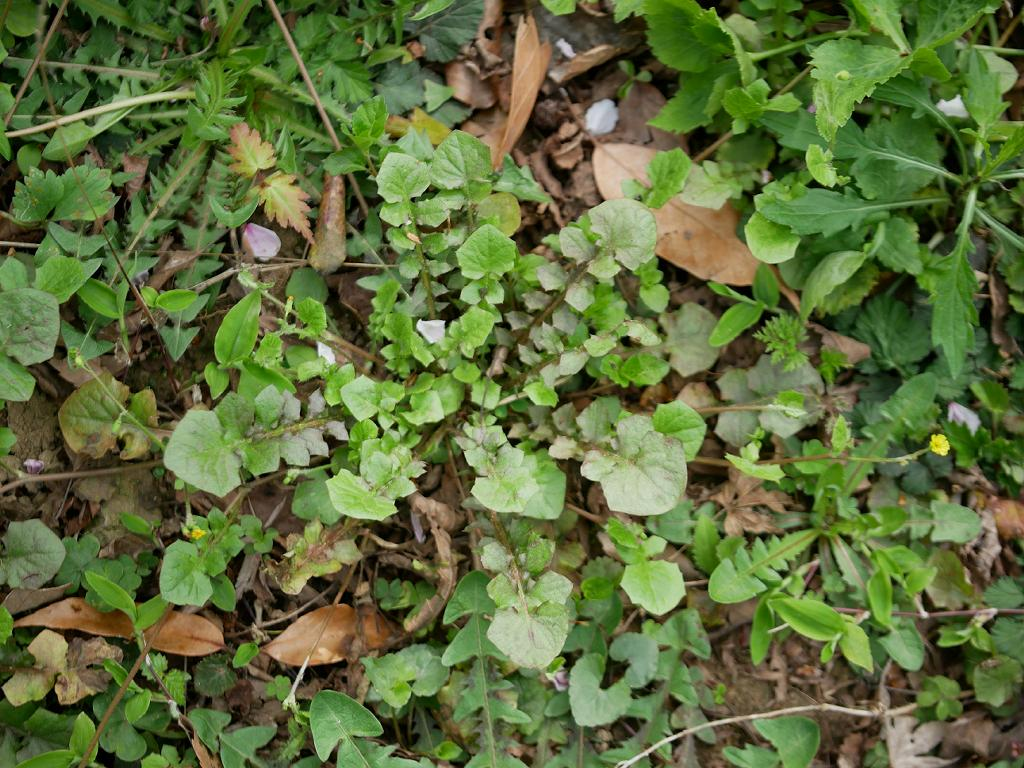
ロゼット状の根出葉
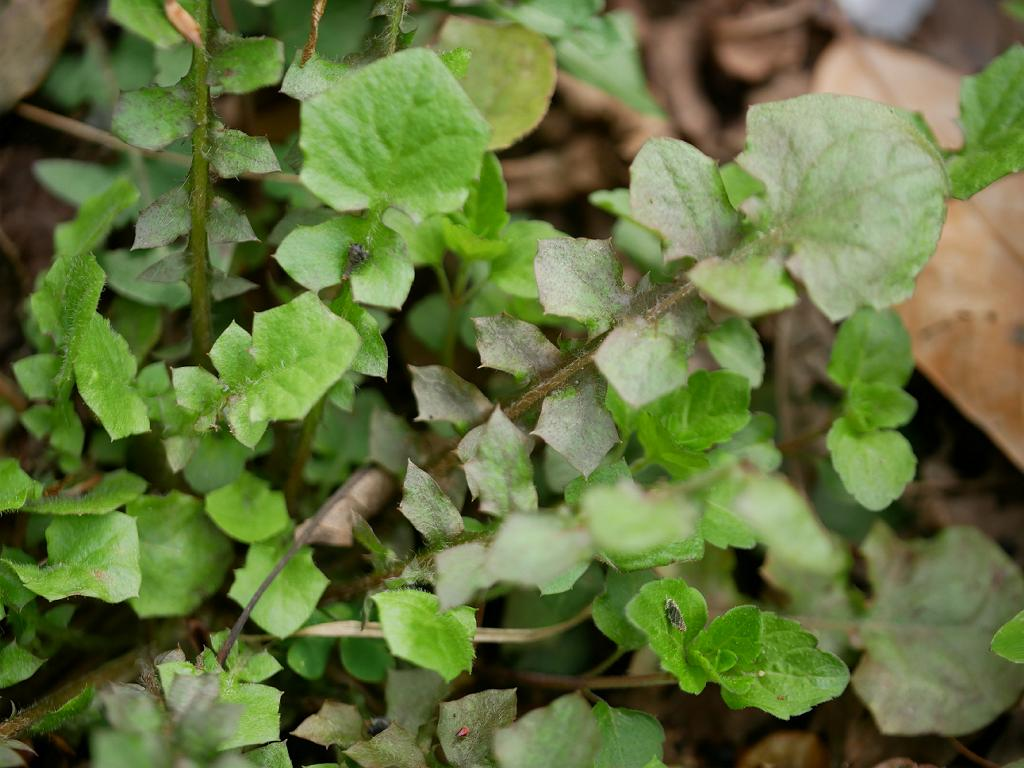
葉の形を示す
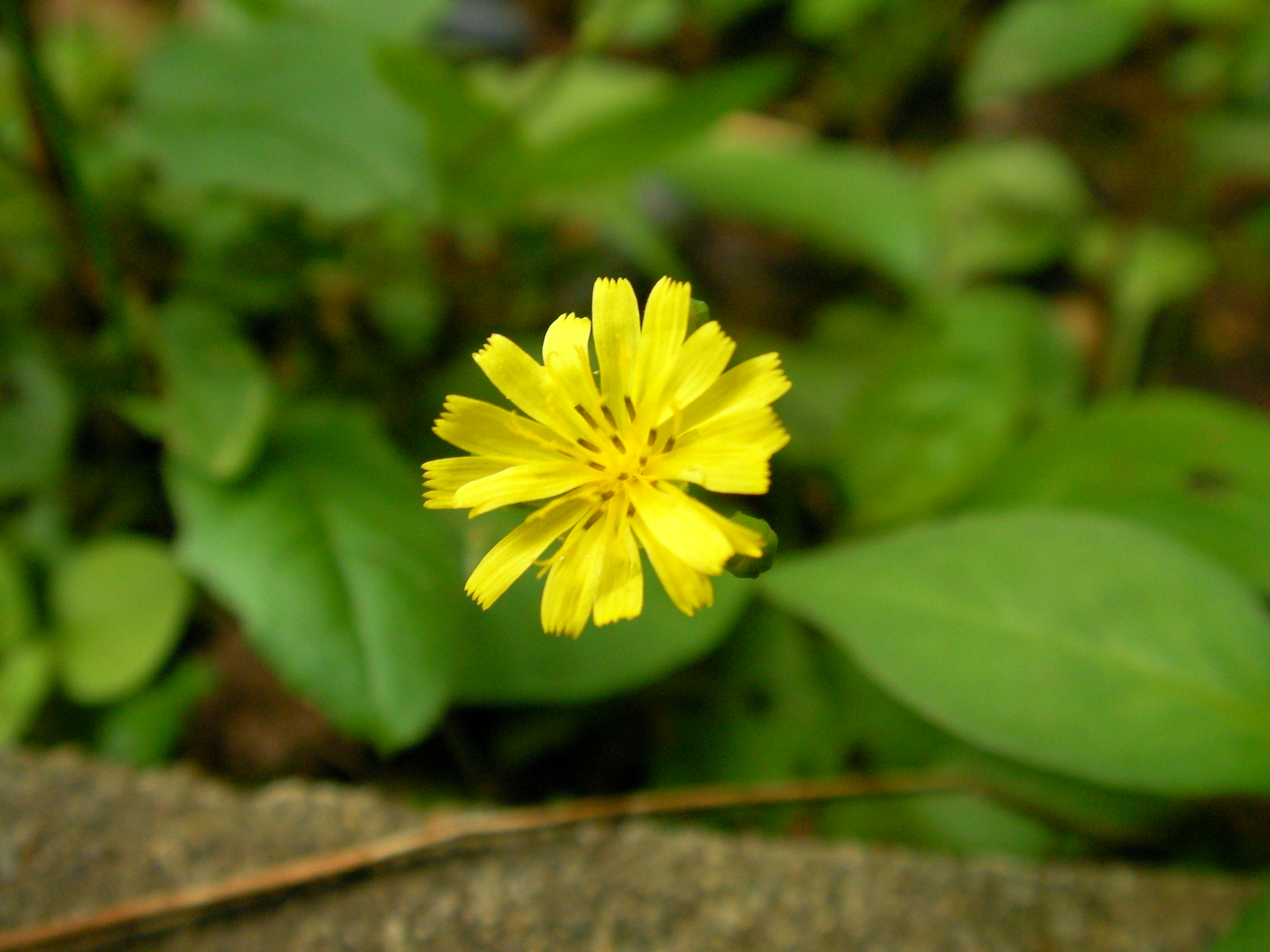
頭花一つを拡大
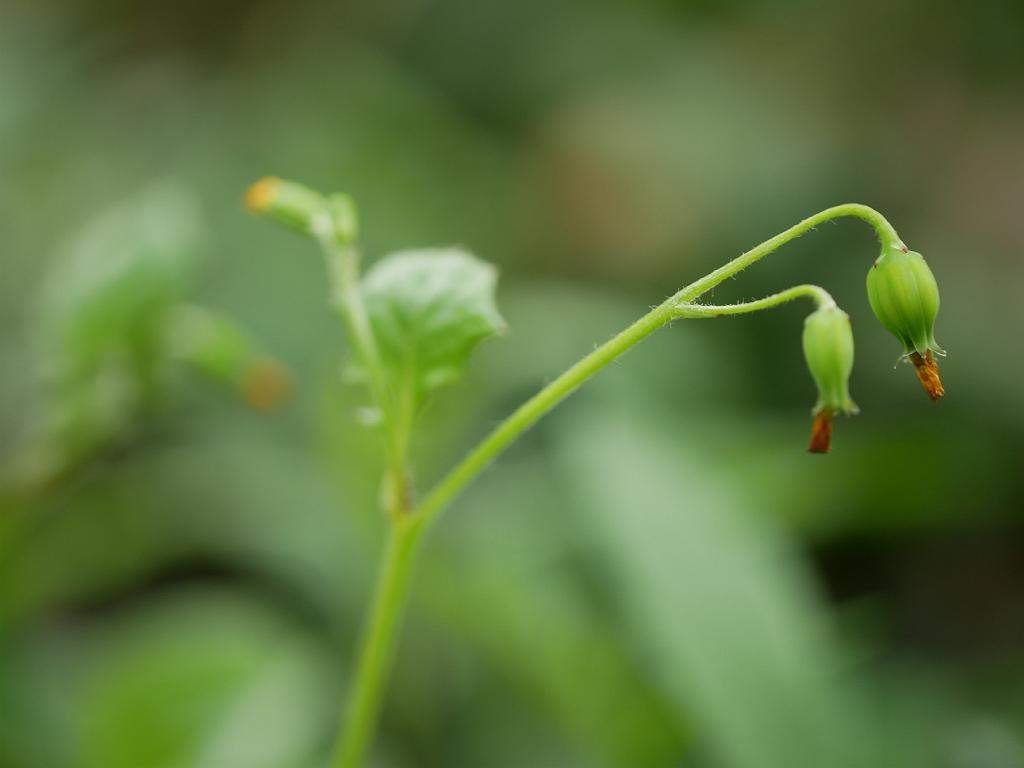
花の後はうつむき、丸く膨らむ